# Salamandra longirostris
Espèce
Synonymes
- Salamandra atra longirostris Joger & Steinfartz, 1994

Salamandra longirostris est une espèce d'urodèles de la famille des Salamandridae.

## Répartition

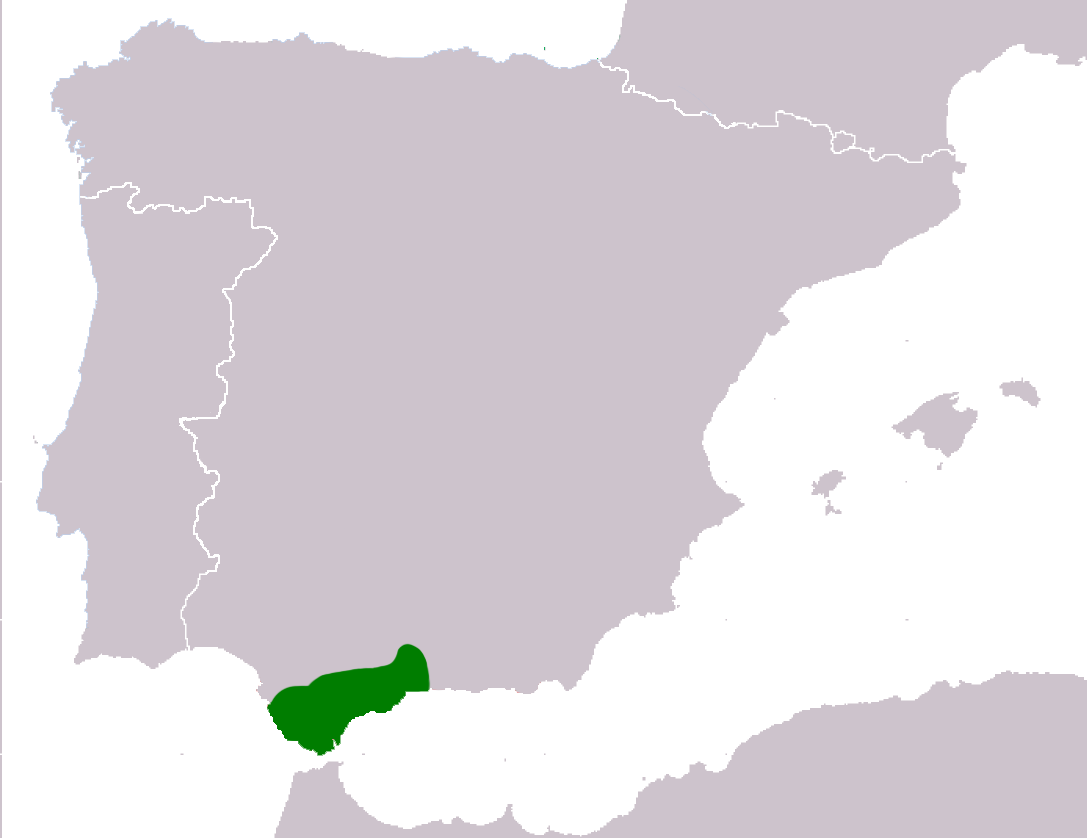

Cette espèce est endémique d'Espagne. Elle se rencontre en Andalousie dans les provinces de Cadiz et de Malaga.

## Publication originale
- Joger & Steinfartz, 1994 : Zur subspezifischen Gleiderung der südiberischen Feuersalamander (Salamandra salamandra-complex). Abhandlungen und Berichte für Naturkunde. Musem für Naturkunde, Magdeburg, vol. 17, p. 83-98.